# Lucas Trecarichi
Lucas Ezequiel Trecarichi Loiácono (* 12. Februar 1991 in Béccar, Provinz Buenos Aires) ist ein argentinischer ehemaliger Fußballspieler.

## Karriere
Trecarichi begann seine Karriere in der Jugend von CA River Plate. 2004 wechselte er als 13-Jähriger nach Europa und unterschrieb bei CD Leganés, wo er bis 2007 in der Jugendabteilung aktiv war. 2007 wechselte er zu B-Mannschaft des FC Sevilla, welche in der zweithöchsten spanischen Spielklasse spielte. Nach zwei Jahren und neun Einsätzen war für den Herbst 2009 leihweise wieder in der Heimat bei CA Huracán, danach spielte er im Frühjahr wieder in Spanien bei SD Ponferradina, ehe er im Sommer 2010 vom bulgarischen KLub ZSKA Sofia verpflichtet wurde.
Sein Debüt in der höchsten bulgarischen Spielklasse gab der Argentinier am 11. September 2010 gegen den amtierenden Meister Litex Lowetsch, als er in der 64. Minute eingewechselt wurde. Das Spiel endete 1:1. Weiters spielte er zum ersten Mal auf europäischer Klubebene. In der Europa-League-Gruppenphase gegen Beşiktaş Istanbul wurde er in der 58. Minute für Aleksandar Tonew eingewechselt. Das Spiel in Istanbul wurde 0:1 verloren. Er kam jedoch insgesamt nur auf sieben Einsätze für ZSKA.
Im Jahr 2011 wurde sein Vertrag nicht verlängert und Trecarichi war einige Monate ohne Verein. Im März 2012 heuerte er bei Unión San Felipe an. Dort wurde er nur in der zweiten Mannschaft eingesetzt. Anschließend er erneut einige Monate ohne Klub, bevor er Anfang 2013 zum Kallithea FC in die zweite griechische Liga ging. Dort blieb er bis Mitte 2013. Im Jahr 2014 schloss er sich dem lettischen Erstligisten FC Jūrmala an. Mit dem Klub musste er am Ende der Saison 2014 absteigen.
Mitte 2015 wechselte Trecarichi nach Guatemala zu Deportivo Petapa. Anfang 2016 kehrte er nach Argentinien zurück und spielte einige Jahre bei unterklassigen Klubs. Mitte 2018 wechselte er zu Rotonda Calcio in die italienische Serie D.